# Койвейк
Койвейк (нід. Kooiwijk) — селище в нідерландській провінції Південна Голландія. Входить до муніципалітету Моленланден.